# Янг Бойз
Бернський футбольний клуб «Янг Бойз» 1898 (Berner Sport Club Young Boys 1898) — швейцарський футбольний клуб із Берна, заснований 1898 року. Виступає у Швейцарській Суперлізі. Кольори — жовтий і чорний. Звідси і цікаве прізвисько «бджоли».
Один з найуспішніших клубів Швейцарії як на внутрішній, так і на міжнародній арені, багаторазовий чемпіон і володар Кубка Швейцарії.

## Історія
Історія клубу бере свій початок у кінці 19-го століття. У 1897 році брати Шваби (Оскар і Макс), а також ще два студенти Бернського університету Герман Бауер і Франц Керлі спостерігали футбольний матч між ФК «Берн» і командою «Олд Бойз» із Базеля, і в хлопців виникла ідея заснувати власну команду й назвати її «Янг Бойз» — на противагу «Олд Бойз». Ці четверо створили аматорську команду з місцевих студентів та міської молоді і грали в ній самі. На той час основний клуб зі столиці Швейцарії ФК «Берн» допомагав робити перші кроки аматорському студентському клубу. Через кілька місяців керівництво «Берна» зробило пропозицію студентам об'єднатися і грати разом, але при цьому не заважаючи «Янг Бойз» жити окремо. «Янг Бойз» прийняв пропозицію. Однак провівши кілька матчів спільно, хлопці з «Янг Бойз» вирішили, що треба визначатися — або вони вливаються в «Берн» і «Янг Бойз» припиняє існування або розвиватися самостійно. Простою більшістю голосів хлопці вирішили розвиватися самостійно, що призвело до суперництва з «Берном» на багато років. У 1900 році «Янг Бойз» здобув кілька перемог, що і доводило — був обраний правильний шлях. Однак більшість жителів Берна вважали, що ФК «Берн» сильніший і найголовніше, тому Федерацією футболу Швейцарії був організований матч між ними. 26 серпня 1900 року на очах у 3000 глядачів відбувся перший матч між «Берн» і «Янг Бойз». Переможця виявлено не було, однак «Янг Бойз» довів, що він принаймні не слабший за свого старшого брата. За тиждень до цього «Янг Бойз» був прийнятий до швейцарської ліги.
Оскільки команда «Янг Бойз» розміщувалась у центрі Берна, а його конкуренти з однойменного клубу на околиці столиці, то кількість уболівальників «бджіл» почала стрімко збільшуватися.

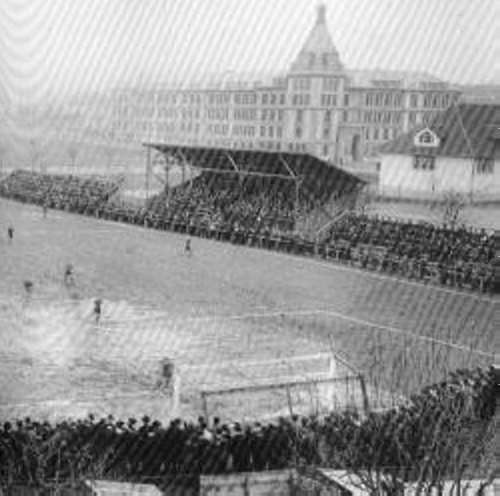
Матч «Янг Бойза» у 1908 році.

Вже на другий рік свого перебування в лізі «Янг Бойз» став чемпіоном, розгромивши «Цюрих» з рахунком 5:0. Подальші 6 років команда не вигравала нічого, проте з 1909 по 1911 рік зуміла тричі поспіль стати чемпіоном, що не вдавалося жодній швейцарській команді на той момент — у фіналах були обіграні «Вінтетур», «Аарау» і «Серветт».
Лише в 1913 році у команди з'явився перший тренер, ним став англієць Рейнольд Вільямс. Незабаром вибухнула Перша світова війна і чемпіонат на певний час було припинено. Однак через два роки після війни, в 1920 році, «Янг Бойз» здобув своє п'яте чемпіонство. Наступний свій титул бджоли взяли через 9 років, у 1929-му, вже граючи на новому стадіоні Wankdorf stadium, оскільки старий був непридатний після війни (з нього зробили поле для овочів). У 1930 році «Янг Бойз» уперше стає володарем Кубка Швейцарії, обігравши у фіналі «Аарау» з рахунком 1:0.
У наступні 15 років клуб не вигравав нічого, але тримався в середині таблиці швейцарських чемпіонатів. «Wankdorf stadium» при цьому продовжував збільшуватися і до сорокових років досяг місткості в 42 000 місць. У 1945 році «жовто-чорні» обіграли «Санкт-Галлен» 2:0 і виграли 6-й чемпіонський титул. Однак через два роки, в 1947 році, команда вилетіла в Лігу В.
У 1951 році тренером команди став німець Альберт Сінг. У перші роки він був граючим тренером, але потім переключився тільки на тренерську роботу. Саме період його тренерської діяльності називають «золотими роками» в історії «Янг Бойз». У 1953 році команда виграла кубок, а в період з 1956 по 1960 років «бджоли» 4 рази поспіль стали чемпіонами Швейцарії. Також «Янг Бойз» у 1959 році дійшов до півфіналу Кубка європейських чемпіонів, де поступився французькому «Реймсу» (вигравши в Берні 1:0 і програвши в Парижі на «Парк де Пренс» 0:3).
Після відходу з клубу Альберта Сінга в команді почався поступовий спад. «Жовто-чорні» перетворилися в середняка чемпіонату. Тільки в 1975 році «Янг Бойз» зайняв 2-е місце в чемпіонаті й потрапив до Єврокубків, проте в першому ж раунді поступився сильному тоді німецькому «Гамбургу». У 1977 році нарешті прийшов перший титул за 15 років, «бджоли» виграли Кубок Швейцарії. Після чого дебютували в Кубку володарів кубків, де були розгромлені румунським «Стяуа» (2:2 вдома і 0:6 на виїзді). Останнє своє чемпіонство «Янг Бойз» виграв у 1986 році під керівництвом поляка Александера Мадзяри. Участь у Кубку європейських чемпіонів знову вийшла невдалою, «жовто-чорні» були розбиті мадридським «Реалом» на Сантьяго Бернабеу (після перемоги 1:0) з рахунком 0:5.
Останній трофей «бджіл» датується 1987 роком, було виграно шостий Кубок Швейцарії. Цього разу участь у Кубку володарів кубків можна було вважати успішною, «Янг Бойз» дійшов до чвертьфіналу, де поступився амстердамському «Аяксу».

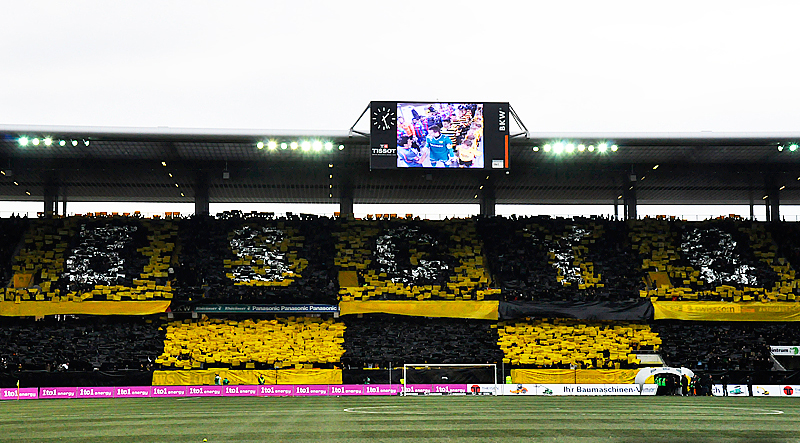
Фан-сектор «Янг Бойза».

У середині 90-х у «Янг Бойз» настала чорна смуга, клуб балансував на межі банкрутства і зникнення. Грав у нижчих лігах чемпіонату Швейцарії. Інвестиційна компанія «Люцерн» 1999 року врятувала клуб від розорення.

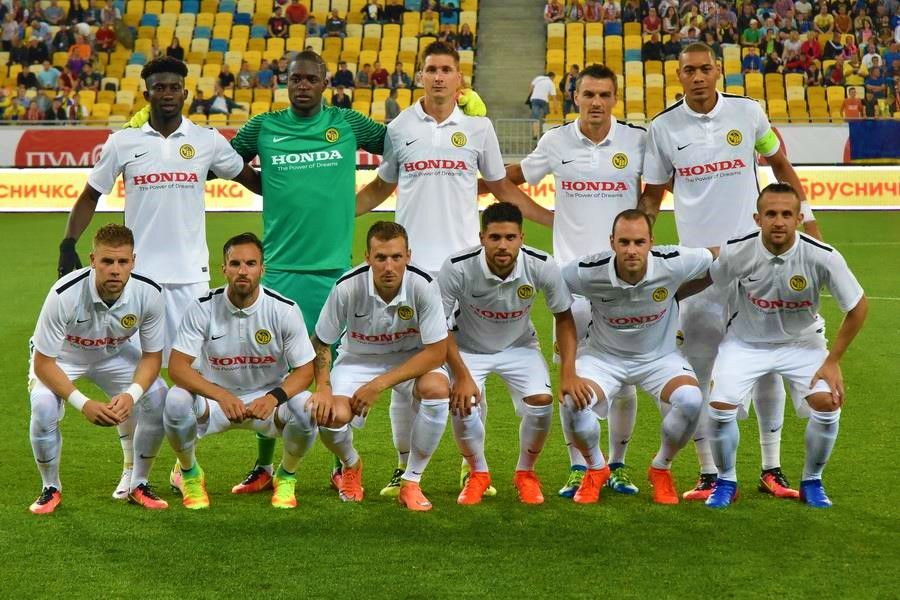
«Янг Бойз» перед матчем у 2016 році.

У 2001 році клуб повернувся у вищу лігу і в основному перебував у середині турнірної таблиці. З 2005 року бджоли грають на новому стадіоні «Стад де Сюїсс» місткістю 32 000 місць. Незабаром «Янг Бойз» став конкурентом «Базеля» за чемпіонство, проте завжди обмежувався призовими місцями.
У 2015 році у другому кваліфікаційному раунді Ліги чемпіонів «Янг Бойз» був розбитий французьким «Монако» з загальним рахунком 1:7. Також команда провалила Лігу Європи, в першому ж матчі за всіма статтями поступившись азербайджанському «Карабаху» з загальним рахунком 0:4 (0:1 вдома і 0:3 на виїзді).
У кваліфікації до Ліги чемпіонів 2016–17 клуб сенсаційно пройшов у третьому раунді донецький «Шахтар» у серії пенальті, відігравши два м'ячі після поразки 0:2 у першому матчі. Проте в наступному етапі команда знову була розгромлена, цього разу менхенгладбахською «Боруссією» (2:9 за сумою двох матчів).

## Досягнення
Є одним з найбільш титулованих клубів у своїй країні — 17 разів вигравав чемпіонат Швейцарії, вісім разів ставав володарем національного Кубка і одного разу святкував тріумф у Кубку ліги. У 1950-і були по-справжньому зоряні часи клубу — тоді команда чотири рази поспіль ставала чемпіоном Швейцарії, а також двічі вигравала кубок.
«Янг Бойз» регулярно бере участь в єврокубках, але значних досягнень клубу в престижних турнірах поки що немає.
- Чемпіонат Швейцарії
  -  Чемпіон (17): 1903, 1909, 1910, 1911, 1920, 1929, 1957, 1958, 1959, 1960, 1986, 2018, 2019, 2020, 2021, 2023, 2024

- Кубок Швейцарії
  -  Володар кубка (8): 1930, 1945, 1953, 1958, 1977, 1987, 2020, 2023

- Кубок ліги
  -  Володар кубка (1): 1976

- Суперкубок Швейцарії
  -  Володар кубка (1): 1986

- Кубок Альп
  -  Володар кубка (1): 1974

- Кубок Англо
  -  Володар кубка (3): 1910, 1911, 1912

## Участь в єврокубках
| Сезон   | Турнір                 | Раунд                 | Супротивник                   | Вдома | На виїзді | Сумарно                |
| ------- | ---------------------- | --------------------- | ----------------------------- | ----- | --------- | ---------------------- |
| 1957—58 | Кубок чемпіонів        | 1 раунд               | Вашаш                         | 1:1   | 1:2       | 2:3                    |
| 1958—59 | Кубок чемпіонів        | 1 раунд               | МТК (Будапешт)‎                | 1:4   | 1:2       | 2:6                    |
| 1958—59 | Кубок чемпіонів        | Чвертьфінал           | Вісмут Карл Маркс Штадт‎       | 2:2   | 0:0       | (перегравання 2:1) 4:3 |
| 1958—59 | Кубок чемпіонів        | Півфінал              | Реймс‎                         | 1:0   | 0:3       | 1:3                    |
| 1959—60 | Кубок чемпіонів        | 1 раунд               | Айнтрахт (Франкфурт-на-Майні) | 1:4   | 1:1       | 2:5                    |
| 1960—61 | Кубок чемпіонів        | Кваліфікація          | Лімерик                       | 4:2   | 5:0       | 9:2                    |
| 1960—61 | Кубок чемпіонів        | 1 раунд               | Гамбург                       | 0:5   | 3:3       | 3:8                    |
| 1975—76 | Кубок УЄФА             | 1 раунд               | Гамбург                       | 0:0   | 2:4       | 2:4                    |
| 1977–78 | Кубок володарів кубків | Кваліфікація          | Рейнджерс                     | 2:2   | 0:1       | 2:3                    |
| 1979–80 | Кубок володарів кубків | 1 раунд               | Стяуа                         | 2:2   | 0:6       | 2:8                    |
| 1986—87 | Кубок чемпіонів        | 1 раунд               | Реал Мадрид                   | 1:0   | 0:5       | 1:5                    |
| 1987–88 | Кубок володарів кубків | 1 раунд               | Дунайська Стреда              | 3:1   | 1:2       | 4:2                    |
| 1987–88 | Кубок володарів кубків | 2 раунд               | Ден Гаг                       | 1:0   | 1:2       | 2:2 (ч)                |
| 1987–88 | Кубок володарів кубків | Чвертьфінал           | Аякс (Амстердам)              | 0:1   | 0:1       | 0:2                    |
| 1993—94 | Кубок УЄФА             | 1 раунд               | Селтік                        | 0:0   | 0:1       | 0:1                    |
| 2003—04 | Кубок УЄФА             | кваліфікаційний раунд | МюПа                          | 2:2   | 2:3       | 4:5                    |
| 2004—05 | Ліга чемпіонів         | 2 кваліфікаційний     | Црвена Звезда                 | 2:2   | 0:3       | 2:5                    |
| 2005    | Кубок Інтертото        | 2 кваліфікаційний     | Локерен                       | 1:2   | 1:4       | 2:6                    |
| 2005    | Кубок Інтертото        | 3 кваліфікаційний     | Марсель                       | 2:3   | 1:2       | 3:5                    |
| 2006—07 | Кубок УЄФА             | 1 кваліфікаційний     | Міка                          | 1:0   | 3:1       | 4:1                    |
| 2006—07 | Кубок УЄФА             | 2 кваліфікаційний     | Марсель                       | 3:3   | 0:0       | 3:3 (ч)                |
| 2007—08 | Кубок УЄФА             | 1 кваліфікаційний     | Бананц                        | 4:0   | 1:1       | 5:1                    |
| 2007—08 | Кубок УЄФА             | 2 кваліфікаційний     | Ланс                          | 1:1   | 1:5       | 2:6                    |
| 2008—09 | Кубок УЄФА             | 2 кваліфікаційний     | Дебрецен                      | 4:1   | 3:2       | 7:3                    |
| 2008—09 | Кубок УЄФА             | 1 раунд               | Брюгге                        | 2:2   | 0:2       | 2:4                    |
| 2009—10 | Ліга Європи            | 3 кваліфікаційний     | Атлетік                       | 1:2   | 0:1       | 2:2 (ч)                |
| 2010—11 | Ліга чемпіонів         | 3 кваліфікаційний     | Фенербахче                    | 2:2   | 1:0       | 3:1                    |
| 2010—11 | Ліга чемпіонів         | Плей-оф               | Тоттенгем                     | 3:2   | 0:4       | 3:6                    |
| 2010—11 | Ліга Європи            | Група Н               | Штутгарт                      | 4:2   | 0:3       | 2-ге місце             |
| 2010—11 | Ліга Європи            | Група Н               | Хетафе                        | 2:0   | 0:1       | 2-ге місце             |
| 2010—11 | Ліга Європи            | Група Н               | Оденсе                        | 4:2   | 0:2       | 2-ге місце             |
| 2010—11 | Ліга Європи            | 1/16                  | Зеніт                         | 2:1   | 1:3       | 3:4                    |
| 2011—12 | Ліга Європи            | 3 кваліфікаційний     | Вестерло                      | 3:1   | 2:0       | 5:1                    |
| 2011—12 | Ліга Європи            | Плей-оф               | Брага                         | 2:2   | 0:0       | 2:2 (ч)                |
| 2012—13 | Ліга Європи            | 2 кваліфікаційний     | Зімбру                        | 1:0   | 0:1       | 1:1 (пен. 4:1)         |
| 2012—13 | Ліга Європи            | 3 кваліфікаційний     | Кальмар                       | 0:1   | 3:0       | 3:1                    |
| 2012—13 | Ліга Європи            | Плей-оф               | Мідтьюлланн                   | 0:2   | 3:0       | 3:2                    |
| 2012—13 | Ліга Європи            | Група А               | Ліверпуль                     | 3:5   | 2:2       | 3-тє місце             |
| 2012—13 | Ліга Європи            | Група А               | Анжі                          | 3:1   | 0:2       | 3-тє місце             |
| 2012—13 | Ліга Європи            | Група А               | Удінезе                       | 3:1   | 3:2       | 3-тє місце             |
| 2014—15 | Ліга Європи            | 3 кваліфікаційний     | Ерміс                         | 1:0   | 2:0       | 3:0                    |
| 2014—15 | Ліга Європи            | Плей-оф               | Дебрецен                      | 3:1   | 0:0       | 3:1                    |
| 2014—15 | Ліга Європи            | Група I               | Слован (Братислава)           | 5:0   | 3:1       | 2-ге місце             |
| 2014—15 | Ліга Європи            | Група I               | Спарта                        | 2:0   | 1:3       | 2-ге місце             |
| 2014—15 | Ліга Європи            | Група I               | Наполі                        | 2:0   | 0:3       | 2-ге місце             |
| 2014—15 | Ліга Європи            | 1/16                  | Евертон                       | 1:4   | 1:3       | 2:7                    |
| 2015—16 | Ліга чемпіонів         | 3 кваліфікаційний     | Монако                        | 0:4   | 1:3       | 1:7                    |
| 2015—16 | Ліга Європи            | Плей-оф               | Карабах                       | 0:3   | 0:1       | 0:4                    |
| 2016—17 | Ліга чемпіонів         | 3 кваліфікаційний     | Шахтар                        | 2:0   | 0:2       | 2:2 (пен. 4:2)         |
| 2016—17 | Ліга чемпіонів         | Плей-оф               | «Боруссія» (Менхенгладбах)    | 1:3   | 1:6       | 2:9                    |
| 2016—17 | Ліга Європи            | Група В               | «Олімпіакос»                  | 0:1   | 1:1       | 3-тє місце             |
| 2016—17 | Ліга Європи            | Група В               | «Астана»                      | 0:0   | 3:0       | 3-тє місце             |
| 2016—17 | Ліга Європи            | Група В               | АПОЕЛ                         | 3:1   | 0:1       | 3-тє місце             |
| 2017—18 | Ліга чемпіонів         | 3 кваліфікаційний     | «Динамо» (Київ)               | 2:0   | 1:3       | 3:3 (ч)                |
| 2017—18 | Ліга чемпіонів         | Плей-оф               | «ЦСКА» Москва                 | 0:1   | 0:2       | 0:3                    |
| 2017—18 | Ліга Європи            | Група В               | «Динамо» (Київ)               | 0:1   | 2:2       | 3-тє місце             |
| 2017—18 | Ліга Європи            | Група В               | «Партизан»                    | 1:1   | 1:2       | 3-тє місце             |
| 2017—18 | Ліга Європи            | Група В               | «Скендербеу»                  | 2:1   | 1:1       | 3-тє місце             |
| 2018—19 | Ліга чемпіонів         | Попередній раунд      | ‎«Динамо» (Загреб)             | 2:1   | 1:1       | 3:2                    |
| 2018—19 | Ліга чемпіонів         | Група H               | «Ювентус»                     | 2:1   | 0:3       | 4-те місце             |
| 2018—19 | Ліга чемпіонів         | Група H               | «Валенсія»                    | 1:1   | 1:3       | 4-те місце             |
| 2018—19 | Ліга чемпіонів         | Група H               | «Манчестер Юнайтед»           | 0:3   | 0:1       | 4-те місце             |
| 2019—20 | Ліга чемпіонів         | Плей-оф               | Црвена Звезда                 | 2:2   | 1:1       | 3:3 (ч)                |
| 2019—20 | Ліга Європи            | Група G               | Порту                         | 1:2   | 1:2       | 3-тє місце             |
| 2019—20 | Ліга Європи            | Група G               | Рейнджерс                     | 2:1   | 1:1       | 3-тє місце             |
| 2019—20 | Ліга Європи            | Група G               | Феєнорд                       | 2:0   | 1:1       | 3-тє місце             |

## Поточний склад
Станом на 3 червня 2025
| №  | Поз. | Нац.       | Гравець            |
| -- | ---- | ---------- | ------------------ |
| 3  | ЗХ   | Алжир      | Жауен Хаджам       |
| 4  | ЗХ   | Франція    | Тангі Зукру        |
| 7  | ПЗ   | Швейцарія  | Філіп Угринич      |
| 8  | ПЗ   | Польща     | Лукаш Лакоми       |
| 9  | НП   | Швейцарія  | Седрік Іттен       |
| 10 | ПЗ   | Швейцарія  | Кастріот Імері     |
| 11 | ПЗ   | Гамбія     | Ебріма Коллі       |
| 13 | ЗХ   | Гвінея     | Мохамед Алі Камара |
| 14 | ПЗ   | Замбія     | Мігель Чайва       |
| 16 | ПЗ   | Швейцарія  | Крістіан Фасснахт  |
| 17 | ЗХ   | Гамбія     | Сайді Янко         |
| 21 | НП   | Франція    | Алан Віржиньюс     |
| 22 | ЗХ   | Португалія | Абду Конте         |

| №  | Поз. | Нац.        | Гравець                      |
| -- | ---- | ----------- | ---------------------------- |
| 23 | ЗХ   | Швейцарія   | Лоріс Беніто                 |
| 24 | ЗХ   | Швейцарія   | Закарі Атекаме               |
| 26 | ВР   | Швейцарія   | Давид фон Баллмоос (капітан) |
| 27 | ЗХ   | Швейцарія   | Левін Блум                   |
| 29 | НП   | Кот-д'Івуар | Кріс Бедья                   |
| 30 | ПЗ   | Швейцарія   | Сандро Лаупер                |
| 31 | НП   | Гвінея      | Фасіне Конте                 |
| 33 | ВР   | Швейцарія   | Марвін Келлер                |
| 39 | ПЗ   | Швейцарія   | Даріан Малеш                 |
| 40 | ВР   | Швейцарія   | Даріо Марціно                |
| 45 | ПЗ   | Мадагаскар  | Раян Равелосон               |
| 77 | ПЗ   | Швейцарія   | Жоель Монтейру               |

## Відомі гравці
- Вуядин Бошков (1962—1964)
- Андрес Ескобар (1989—1990)
- Ларс Богінен (1990—1993)
- Александар Митреський (1998—2002)
- Артур Петросян (2000—2003)
- Йоган Фонлантен (2001—2003)
- Стефан Шапюїза (2002—2005)
- Гретар Стейнсон (2004—2006)
- Хакан Якін (2005—2008)
- Сейду Думбія (2008—2010)